# Fons Vergote
 Fons Vergote, né à Roulers, le 12 février 1944 et mort le 26 novembre 2017 dans la même ville, est un homme politique belge flamand libéral.
Il est licencié en sciences commerciales et consulaires.
Il fut conseiller communal à Ardooie et député pendant la 48e législature élu de Roulers-Tielt,,.